# Luis Saldarriaga
Luis Carlos Saldarriaga (* 22. Juni 1944 in Medellin) ist ein ehemaliger kolumbianischer Radrennfahrer.

## Sportliche Laufbahn
Saldarriaga war im Bahnradsport aktiv. Bei den Olympischen Sommerspielen 1968 in Mexiko-Stadt startete er im Bahnradsport. Kolumbien schied mit Luis Saldarriaga, Severo Hernández, Mario Vanegas und Martín Emilio Rodríguez in der Qualifikation der Mannschaftsverfolgung aus.